# Phân họ Rắn roi
Phân họ Rắn roi (danh pháp khoa học: Ahaetuliinae) là một phân họ nhỏ trong họ Colubridae, gồm khoảng 61 loài trong 4 chi.
Phân họ này được thiết lập năm 2016 để tách 4 chi với khoảng 62 loài (Ahaetulla [10 loài], Chrysopelea [5 loài], Dendrelaphis [45 loài] và Dryophiops [2 loài]) có quan hệ họ hàng gần với nhau hơn là với các thành viên của phân họ Colubrinae. Trước đây đặt trong phân họ Colubrinae, Ahaetuliinae được hỗ trợ mạnh như là nhóm chị em với Colubrinae trong nghiên cứu năm 2016 của Figueroa et al. Năm 2019 người ta bổ sung thêm một chi mới mô tả là Proahaetulla với loài duy nhất đã biết là Proahaetulla antiqua.
Rắn thuộc phân họ Ahaetuliine sống trên cây với các vảy bụng và vảy gần đuôi có gờ (khía chữ V ở bên ở một số loài), và các răng nọc khía cạnh phía sau phình to (thiếu ở một vài loài Dendrelaphis). Tên gọi phân họ bắt nguồn từ tên chi Ahaetulla, một tên gọi có nguồn gốc từ tiếng Sinhal ahaetulla/ahata gulla/as gulla, nghĩa là "mổ mắt", do niềm tin cho rằng chúng mổ vào mắt người, như được thông báo lần đầu tiên bởi nhà lữ hành Bồ Đào Nha João Ribeiro năm 1685.
Ahaetuliinae phân bố trong khu vực từ Pakistan qua Ấn Độ, Sri Lanka, Nepal, Bangladesh tới Đông Nam Á và đông nam Trung Quốc, tại Philippines, quần đảo Mã Lai, Papua New Guinea và đông bắc Australia. Phần lớn các loài tìm thấy trong rừng. Các đặc điểm đáng chú ý bao gồm khả năng lướt đi ở Chrysopelea, nhảy ở Dendrelaphis, và đồng tử hình lỗ khóa nằm ngang ở Ahaetulla.

## Các chi
- Ahaetulla (10 loài rắn roi).
- Chrysopelea (5 loài rắn cườm).
- Dendrelaphis (45 loài rắn leo cây).
- Dryophiops (2 loài).
- Proahaetulla (1 loài, Proahaetulla antiqua).

## Phát sinh chủng loài
Phát sinh chủng loài nội bộ phân họ Ahaetuliinae theo Figueroa et al. (2016), với bổ sung từ Shanker et al. (2019):

|  | Dryophiops                                                 |
|  |                                                            |
|  | \| \| Ahaetulla \| \| \| \| \| \| Proahaetulla \| \| \| \| |
|  |                                                            |
|  | Ahaetulla                                                  |
|  |                                                            |
|  | Proahaetulla                                               |
|  |                                                            |

|  | Ahaetulla    |
|  |              |
|  | Proahaetulla |
|  |              |

|  | Chrysopelea  |
|  |              |
|  | Dendrelaphis |
|  |              |

|  | Dryophiops                                                 |
|  |                                                            |
|  | \| \| Ahaetulla \| \| \| \| \| \| Proahaetulla \| \| \| \| |
|  |                                                            |
|  | Ahaetulla                                                  |
|  |                                                            |
|  | Proahaetulla                                               |
|  |                                                            |

|  | Ahaetulla    |
|  |              |
|  | Proahaetulla |
|  |              |

|  | Chrysopelea  |
|  |              |
|  | Dendrelaphis |
|  |              |